# Шиманская, Станислава Михайловна
Станислава Михайловна Шиманская (укр. Станіслава Михайлівна Шиманська; 7 апреля 1920, Одесса — 19 июня 2015, там же) — советская и украинская актриса, заслуженная артистка Украинской ССР (1968). Более 60-ти лет служила в Одесском украинском драматическом театре, сыграв свыше 200 ролей.

## Биография
Родилась в Одессе в 1920 году.
В 1935—1939 годах училась на драматическом отделении Одесского театрального училища. Одновременно окончила Одесскую консерваторию по классу вокала.
В дипломном спектакле курса «На дне» по пьесе М. Горького (режиссёр-постановщик М. Тилькер) Станислава Шиманская сыграла две роли — Анны и Насти, получив за обе работы оценку «отлично».
В 1939—1941 годах — актриса музыкально-драматического театра в г. Тирасполе (Молдавская ССР), в 1943—1944 годах в Одессе, вначале в Украинском театре, а в 1944 году — в Одесском Театре Революции. В 1944—1945 годах — певица в Областном театре эстрады в г. Измаиле. В 1946 году — актриса театра музыкальной комедии в городе Ижевске.
После окончания Великой Отечественной войны вернулась в родной город и с 1947 года — актриса Одесского украинского драматического театра.
За 75 лет сценической деятельности сыграла более двухсот ролей.
Также снялась в эпизодических ролях в нескольких фильмах Одесской киностудии из которых самым известным стал драматический фильм «Орлёнок».
Умерла в Одессе в 2015 году. Похоронена на 2-м христианском кладбище.

## Награды
- Звание «Заслуженный артист Украинской ССР»
- Орден «За заслуги» ІІІ степени (2000)[2].

## Семья
Муж — композитор и дирижёр Борис Соломонович Зильберглейт (1922—1995).

## Фильмография
- 1956 — Кони не виноваты — Марина
- 1957 — Орлёнок — мать Вали
- 1959 — Зелёный фургон — селянка
- 1973 — Мальчишку звали Капитаном — мама Яши Гордиенко
- 1974 — Посылка для Светланы — Вера Алексеевна
- 1976 — Отпуск, который не состоялся — соседка
- 1981 — Долгий путь в лабиринте — сестра милосердия